# Christopher Egan
Christopher Andrew Egan (ur. 29 czerwca 1984 w Sydney) – australijski aktor telewizyjny i filmowy.

## Życiorys
Studiował gimnastykę i taniec przed rozpoczęciem karierę aktorskiej, występując na Aussie TV. Brał udział w reklamach jako model. W końcu przeniósł się do Los Angeles, aby spróbować zrobić to na scenie Hollywood i szybko odniósł sukces jako Roran w filmie fantasy Eragon (2006). Występował na scenie w musicalach: Les Misérables i West Side Story.
Spotykał się z Eliską Sursovą i Arią Crescendo.

## Filmografia

### Filmy fabularne
- 2006: Eragon jako Roran
- 2007: Dekameron (Virgin Territory) jako Dioneo
- 2007: Resident Evil: Zagłada (Resident Evil: Extinction) jako Mikey
- 2006: Książę (The Prince, TV) jako Zach
- 2006: Osobnik Alfa (Alpha Male, TV) jako Felix Methusulah
- 2008: Piękna/Przystojny (Pretty/Handsome, TV) jako Beckett
- 2009: Crush jako Julian
- 2010: Listy do Julii (Letters To Juliet) jako Charlie Wyman
- 2011: Poe (TV) jako Edgar Allan Poe

- 2013: Gothica (TV) jako Dorian Grey

### Seriale TV
- 2000–2003: Zatoka serc (Home and Away) jako Nick Smith
- 2002: Zatoka serc (Home and Away: Secrets and the City) jako Nick Smith
- 2005: Imperium (Empire) jako Agrippa
- 2006: Everwood jako Nick Bennett
- 2006: Zaginiona (Vanished) jako Ben Wilson
- 2009: Kings jako David Shepherd
- 2014–2015: Dominion jako Alex Lannon